# Установка дегідрогенізації пропану в Джубаїль (APC)
Установка дегідрогенізації пропану в Джубаїль (APC) — виробництво нафтохімічної промисловості у Саудівській Аравії, споруджене приватною компанію Advanced Petrochemical Company. Друга установка дегідрогенізації пропану в історії країни (втім, вона випередила установку в Янбу лише на пару місяців).
Другий за масовістю продукт органічної хімії пропілен в основному отримують разом з етиленом на установках парового крекінгу, які видають продукцію достатньої для полімеризації якості (очистка пропілену з газів нафтопереробних заводів від рівня refinery-grade-propylene до polymer-grade-propylene доволі витратний процес). Втім, за наявності великого ресурсу пропану можливе розгортання спеціального виробництва пропілену високої якості шляхом дегідрогенізації відповідного парафіну. Інтерес до такої технології зокрема виявили у Саудівській Аравії, де в 2010-х роках ввели одразу чотири установки дегідрогенізації пропану.
Один з проектів реалізувала Advanced Petrochemical Company, роботи над установкою якої почались весною 2005-го. Для виробництва обрали технологію компанії ABB Lummus — таку саме, як і на першій саудівській установці дегідрогенізації компанії Saudi Polyolefins (дві наступні використовують технологію Honeywell). Проект, введений в експлуатацію у березні 2008-го, здатен виробляти 455 тисяч тонн пропілену на рік та доповнений лінією полімеризації практично такої ж потужності — 450 тисяч тонн поліпропілену.
Необхідна сировина — пропан — надходить до Джубайлю по пропанопроводу Джуайма – Джубайль та введеній в дію у другій половині 2010-х багатонитковій системі Васіт – Джубайль. В подальшому пропан зможе надходити по багатонитковим системам Танаджиб – Джубайль (з середини 2020-х) та Ріяс – Джубайль (з другої половини 2020-х).
Можливо відзначити, що в середині 2010-х Advanced Petrochemical Company запустила ще одне подібне виробництво пропілену, тільки в Південній Кореї (установка в Ульсані).